# 拳参
拳参（学名：Bistorta officinalis）为蓼科春蓼属下的一个种。

## Gallery

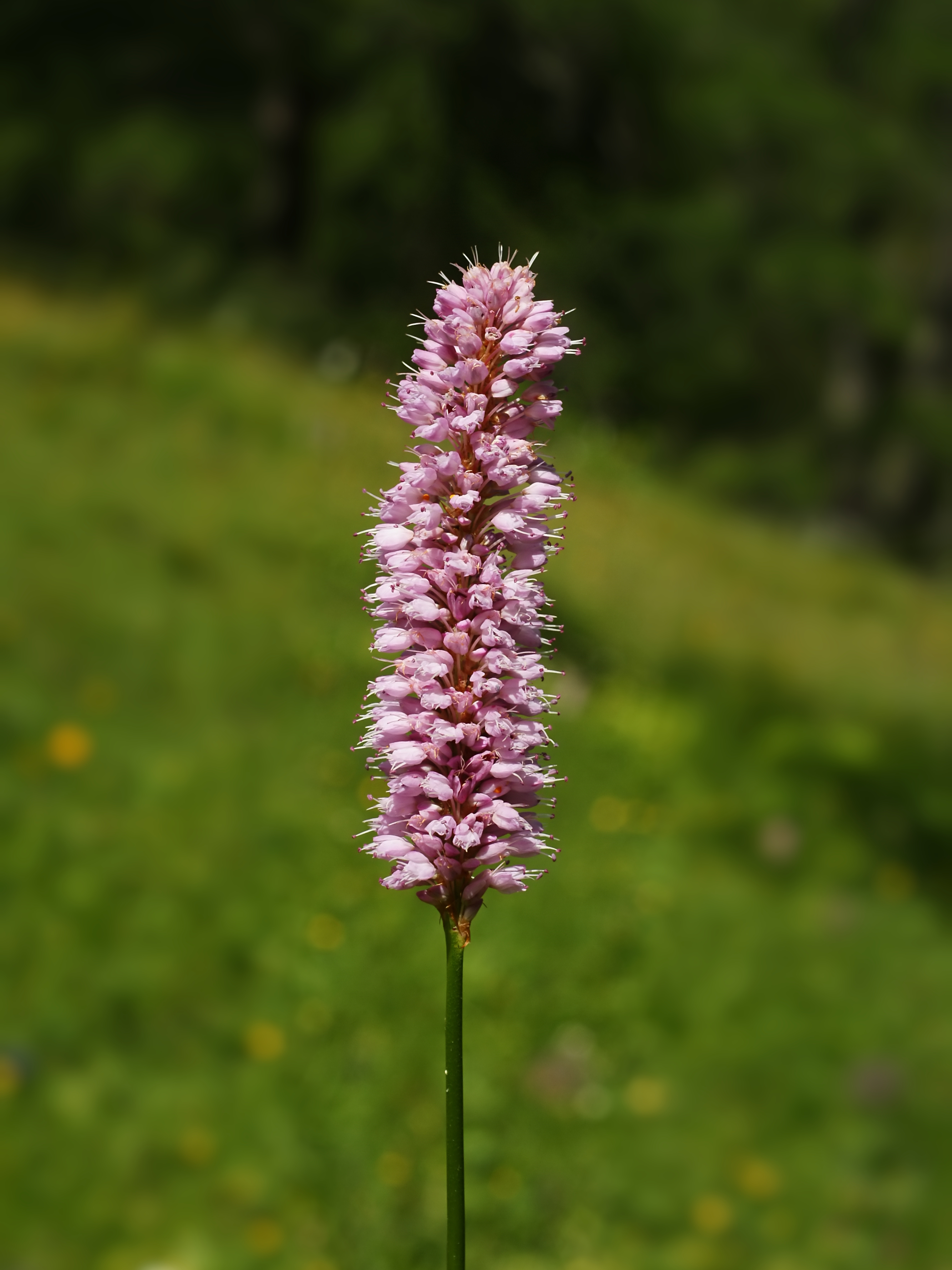
Common bistorta, in Valais, Switzerland
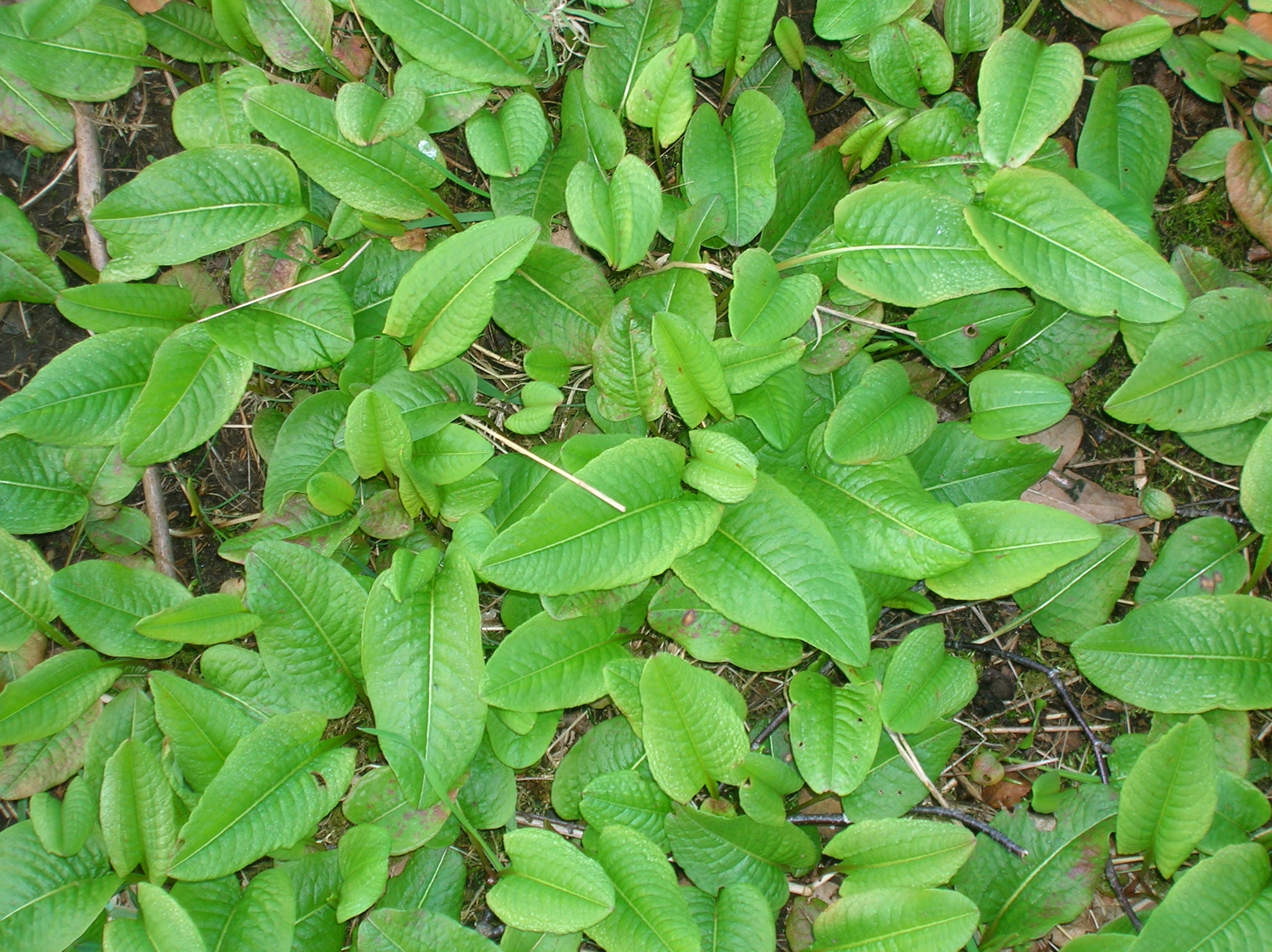
Bistort or Easter Ledges in the spring in Scotland.
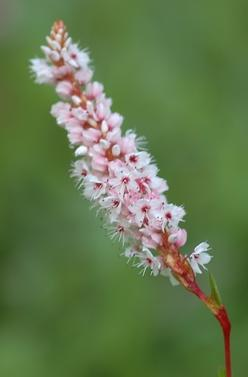
Common bistort stem.
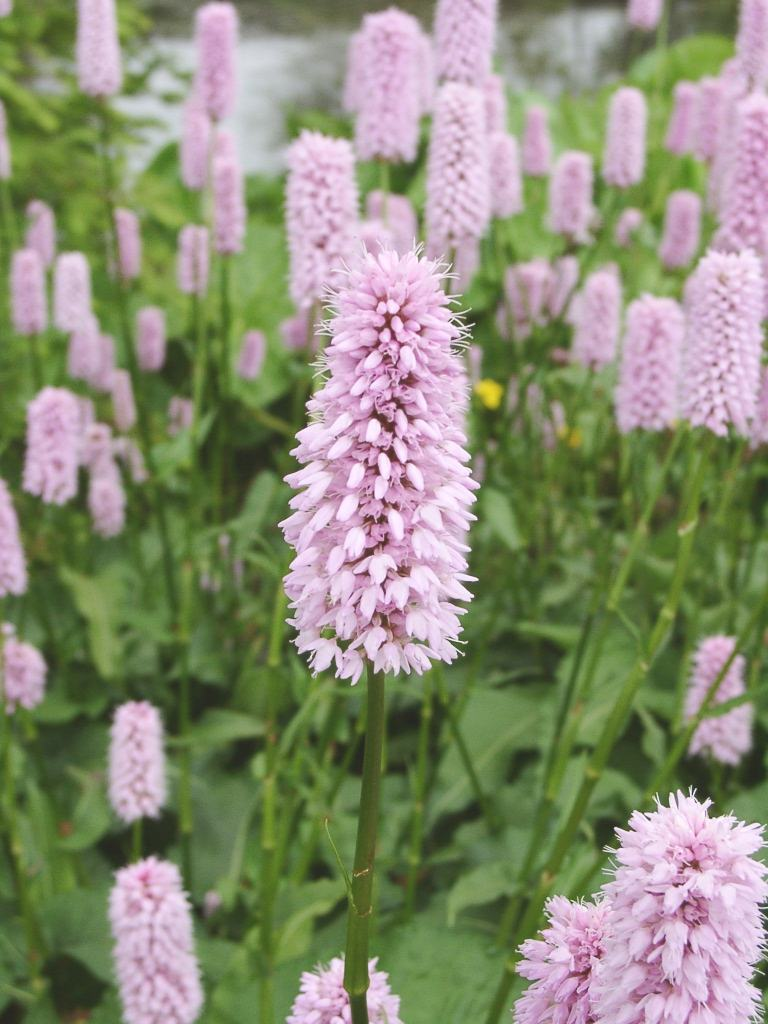
The large-flowered cultivar Bistorta officinalis 'Superba' is grown as an ornamental plant.
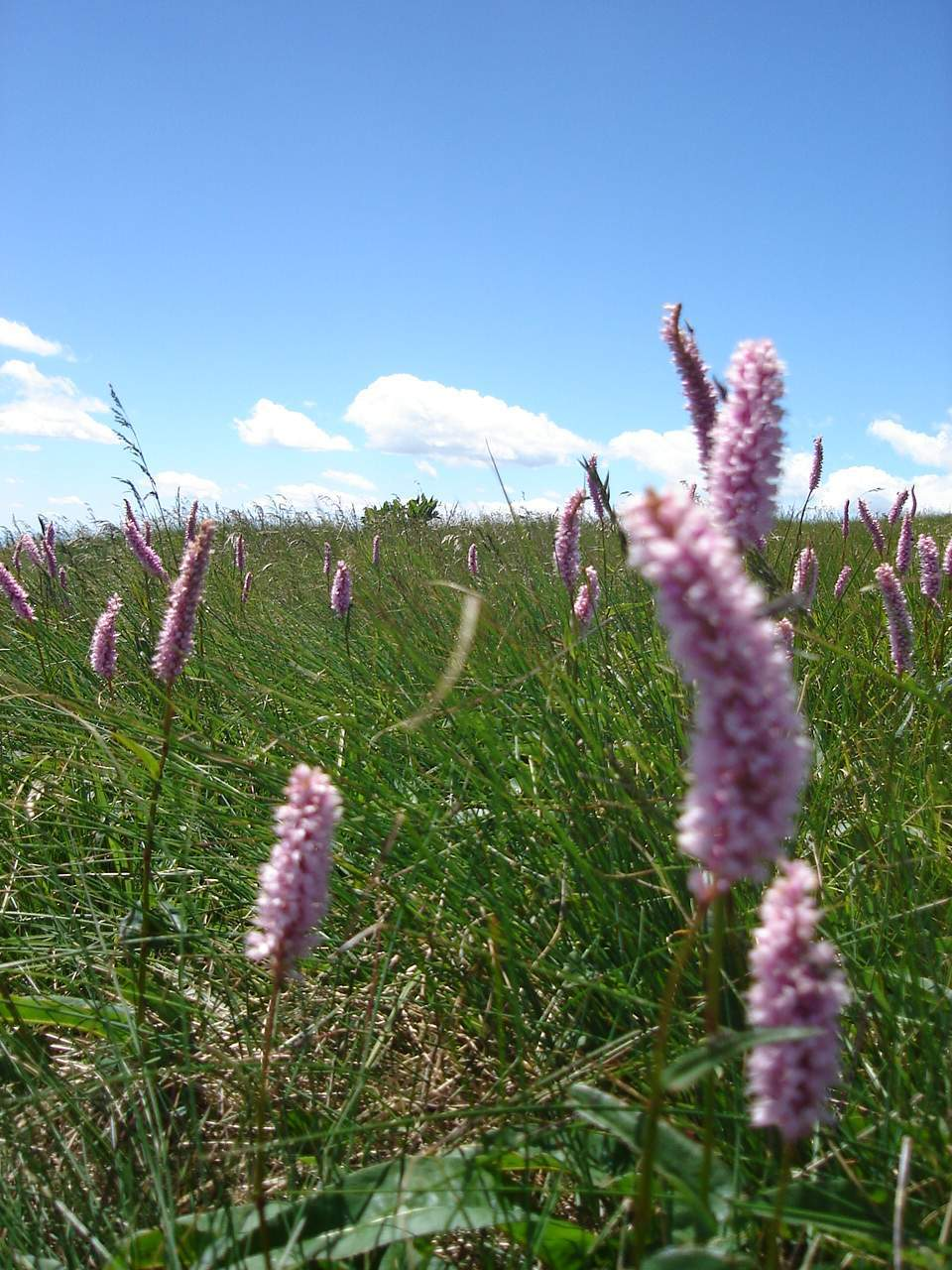
In Vitosha, Bulgaria
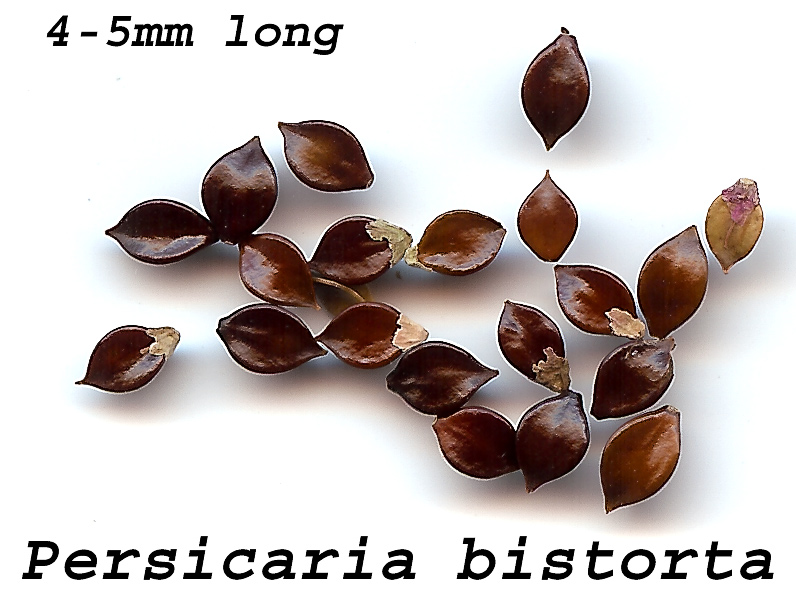
种子
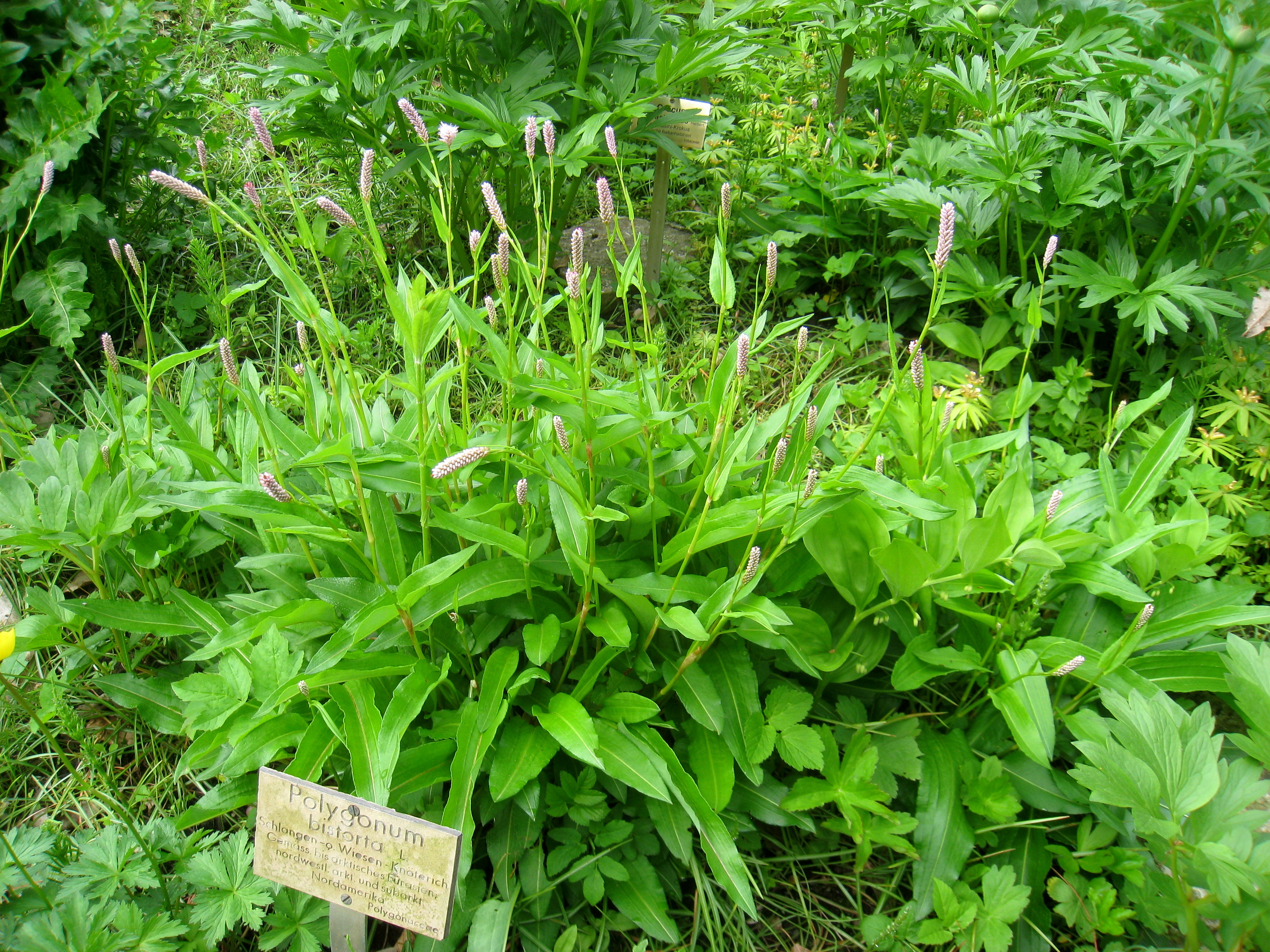
Bistorta officinalis

## 外部連結
- 拳參 Quanshen （页面存档备份，存于） 藥用植物圖像數據庫 (香港浸會大學中醫藥學院) （中文）（英文）
- 拳參 中藥材圖像數據庫  (香港浸會大學中醫藥學院) （中文）（英文）
- 拳參 Quan Shen （页面存档备份，存于） 中藥標本數據庫 (香港浸會大學中醫藥學院) （繁體中文）（英文）

## 延伸阅读
[在维基数据编辑]
 《欽定古今圖書集成·博物彙編·草木典·拳參部》，出自陈梦雷《古今圖書集成》